# Колдоу, Эрик
Эрик Колдоу (англ. Eric Caldow 14 мая 1934, Камнок — 4 марта 2019, Шотландия) — шотландский футболист и футбольный тренер, игрок сборной Шотландии.

## Карьера

### Игровая карьера
Колдоу был подписан менеджером «Рейнджерс» Биллом Струтом в 1952 году и дебютировал в первой команде 12 сентября 1953 года в победе над «Айр Юнайтед» (4:2). В своем первом профессиональном сезоне в составе «Рейнджерс» он принял участие в 13 матчах, а в следующем сезоне продолжил прогрессировать, сыграв в 12 из 41 матчей «Рейнджерс». Он стал постоянным игроком команды «Рейнджерс» после дисквалификации Вилли Вудберна и смены позиции Джорджа Янга. В составе «Рейнджерс» всего отыграл 14 сезонов, выиграв с командой 6 чемпионских титулов, 5 Кубков Шотландии и 4 Кубка Шотландской лиги.
В последующие годы по одному сезону играл за «Стерлинг Альбион» и «Корби Таун», в котором завершил игровую карьеру.
Колдоу провел 40 матчей за сборную Шотландии, участник чемпионата мира по футболу 1958 года.

### Тренерская карьера
Тренировал клубы «Корби Таун», «Херлфорд Юнайтед» и «Странраер».

### Признание
В 2007 году Колдоу был введен в Зал славы шотландского футбола.

### Смерть
Скончался 4 марта 2019 года в возрасте 84 лет.